# Verdrag van Koningsbergen

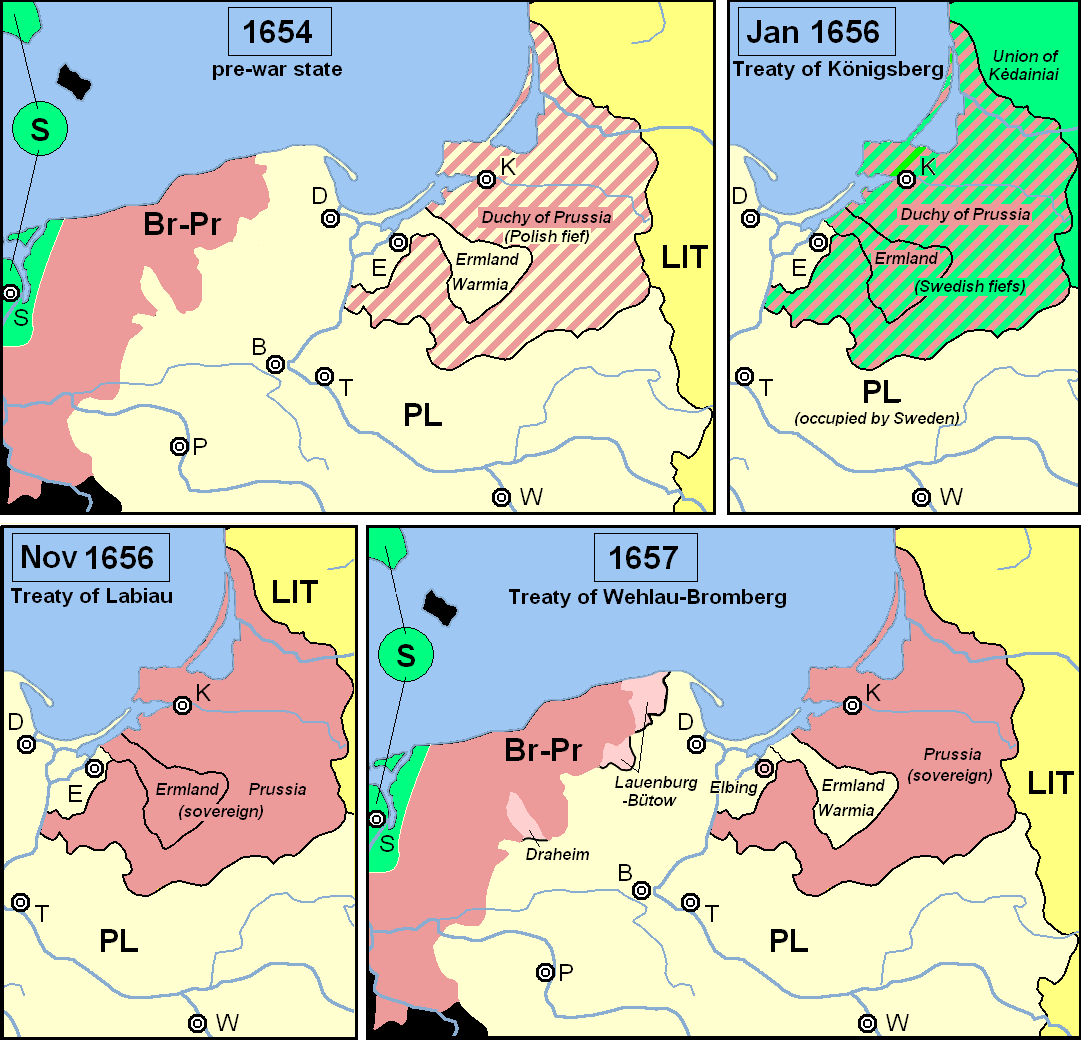
Ontwikkeling van Pruisen.

Het Verdrag van Koningsbergen werd op 17 januari 1656 gesloten in Koningsbergen tussen Frederik Willem I, de keurvorst van Brandenburg-Pruisen en de Zweedse koning Karel X Gustaaf. Frederik Willem onderwierp zich door dit verdrag aan de Zweedse koning en maakte van Brandenburg-Pruisen zo een vazalstaat. 

## Achtergrond
Nadat de Zweedse koningin Christina in juni 1654 troonsafstand deed ten gunste van haar neef Karel Gustaaf, maakte de Poolse koning Jan II Casimir uit het huis Wasa aanspraak op de troon. De niet-erkenning van Karel X Gustaaf leidde tot de Tweede Noordse Oorlog. Zweedse troepen uit Pommeren en Litouwen drongen het land binnen en konden zonder veel weerstand de bovenhand halen. Jan II Casimir vluchtte naar Silezië. 
Frederik Willem van Brandenburg was als leenheer van de Poolse kroon met het hertogdom Pruisen ook bij de oorlog betrokken. Hij liet troepen uit Kleve en Brandenburg komen om de Zweden te bestrijden. 

## Verdrag
Nadat de Zweden de controle kregen over het hertogdom Pruisen, onderwierp Frederik Willem zich aan de Zweedse koning waardoor hij zijn vazalstatus tegenover de Poolse koning verbrak. Buiten het verdrag dat van het hertogdom een Zweeds leen maakte, bepaalde het ook dat de Zweden toegang kregen tot de haven van Koningsbergen en dat er 50% van de zeetol aan Zweden betaald moest worden. In ruil kreeg de hertog het leen Ermland. 